# Anchusa aggregata
Anchusa aggregata är en strävbladig växtart som beskrevs av Johann Georg Christian Lehmann. Anchusa aggregata ingår i släktet oxtungor, och familjen strävbladiga växter. Inga underarter finns listade i Catalogue of Life.